# Kapitalistisk fredsteori
Den kapitalistiska eller kommersiella fredsteorin menar att marknadsöppenhet bidrar till mer fredligt beteende mellan stater, och att utvecklade marknadsorienterade ekonomier är mindre benägna att hamna i konflikt med varandra. Tillsammans med den demokratiska fredsteorin och institutionalistiska argument för fred utgör den kommersiella freden en del av det kantianska tripoden för fred. Framträdande mekanismer för handelsfred kretsar kring hur kapitalism, ömsesidigt beroende av handel och kapital ökar kostnaderna för krigföring, stimulerar grupper att lobbya mot krig, gör det svårare för ledare att gå i krig och minskar de ekonomiska fördelarna med erövring.
Forskare har debatterat den empiriska och teoretiska giltigheten av tesen om kommersiell fred, såväl som mekanismerna bakom teorin. Enligt en granskning av befintlig forskning är bevisen för sambandet mellan ekonomiskt ömsesidigt beroende och konflikt ofullständiga.

## Historia
De filosofiska rötterna till handelsfreden, nära besläktade med konceptet doux commerce, kan spåras tillbaka till Montesquieu, David Hume, Richard Cobden, Immanuel Kant, Joseph Schumpeter, Norman Angell och klassisk ekonomisk teori. Under 1800-talet var många av förespråkarna för handelsfreden politiskt vänsterorienterade och såg frihandel som avgörande för en fredlig och välmående världsordning.
I sin essä från 1795, Den eviga freden, hävdade Immanuel Kant bland annat att "handelsandan ... förr eller senare tar över varje nation och är oförenlig med krig." I början av 1900-talet resonerade Norman Angell att handelsberoende i moderna ekonomier gör krig olönsamt. Senare framförde Joseph Schumpeter observationen att människor med kapitalismens framsteg bildar "en okrigisk inställning". Karl Polanyi argumenterar i The Great Transformation att framväxten av internationell finans var den främsta bidragsgivaren till fred i Europa mellan slutet av Napoleonkrigen och första världskriget.

## Teori

### Handelsberoende
Teorin om ömsesidigt beroende handelsavtal för den kapitalistiska freden bygger på grunderna i klassisk ekonomisk teori. Denna idé, som kan spåras tillbaka till Kant, blev den ursprungliga teoretiska förklaringen till den kapitalistiska freden. År 1996 kopplade Erich Weede handel och fria marknader till utveckling och fred och föreslog att ömsesidigt beroende av handel skapade fred mellan nationer. Weede följde upp detta med vad han kallade den "kapitalistiska freden". Emellertid har de empiriska resultaten av sambandet mellan handel och utveckling ifrågasatts, då en studie fann att andelen BNP av utrikeshandeln endast är 0,08, mätt som logaritmisk BNP per capita. Stephen Gent och Mark Crescenzi har hävdat att ekonomiskt ömsesidigt beroende har minskat konflikter mellan stater om marknadsmakt.
Katherine Barbieri har motbevisat tesen om handelsfred och funnit endast begränsat empiriskt stöd för tesen. En studie från 2021 i International Security av Mariya Grinberg fann att stater ofta bedriver handel även när de för krig mot varandra, vilket väcker frågor om den förebyggande kraften hos handelsberoende. Vissa forskare menar att asymmetriskt beroende och relativa vinster kan sporra till konflikter. Henry Farrell och Abraham Newman menar att ömsesidigt beroende kan sporra till konflikter genom att provocera fram konkurrens om viktiga noder i globala ekonomiska nätverk.
Enligt Dale Copeland kan handel ha en lugnande effekt på relationerna mellan stater, men bara om staterna tror att de kommer att skörda frukterna av handeln i framtiden. Barry Buzan har hävdat att "Liberala och merkantilistiska strukturer har både positiva och negativa effekter på våldsanvändningen, men dessa effekter blir viktiga först när de kompletteras av icke-ekonomiska faktorer som styr våldsanvändningen."
Utbrottet av första världskriget under en period av exempellös globalisering och ekonomiskt ömsesidigt beroende har ofta nämnts som ett exempel på hur ekonomiskt ömsesidigt beroende misslyckas med att förhindra krig eller ens bidrar till det. Andra forskare bestrider att första världskriget var ett misslyckande för den liberala teorin. Eric Gartzke och Yonatan Lupu menar att det var en brist på ömsesidigt beroende av handeln mellan staterna som utlöste första världskriget. Patrick McDonald och Kevin McSweeney menar att globaliseringen under perioden före första världskriget kretsade kring minskade transportkostnader, inte på grund av handelsliberalisering, vilket innebär att perioden före första världskriget inte är ett bra exempel för att testa den kapitalistiska fredstesen.
En PNAS- studie från 2021 visade att öppenhet i handeln avsevärt minskar riskerna för konflikter kring strategiska platser nära maritima gränsöverskridande punkter.

### Ekonomisk normteori
Michael Mousseau har förespråkat vad han kallar "ekonomisk normteori", vilket innebär att ledare för stater med avancerade marknadsorienterade ekonomier har ett starkt intresse av att skydda principen om självbestämmande för alla stater för att skydda en robust global marknad. Ledare i stater med svaga interna marknader har föga hänsyn till att skydda den globala marknaden.
Teorin om ekonomisk norm kopplar samman de ekonomiska förhållandena klientelism, som råder i många låginkomstsamhällen, och en kontraktsintensiv ekonomi, som råder i många höginkomstsamhällen, med olika politiska intressen och vanor.
Teorin om ekonomisk norm uppstod som en alternativ förklaring till den demokratiska freden, eftersom den identifierade orsakssambandet mellan demokrati och fred som falskt. Michael Mousseau identifierade kontraktsintensiva ekonomier som en möjlig orsak till både demokrati och fred. Han definierar kontraktsintensiva ekonomier som de som har höga andelar livförsäkringsavtal och nettoinvandring. Förklaringen bygger på två aspekter som är allmänt accepterade inom samhällsvetenskapen: (1) begränsad rationalitet ; och (2) divergerande hierarkier mellan klientelism och kontraktsintensiva ekonomier. I kontraktsintensiva samhällen har individer en lojalitet mot staten som upprätthåller kontrakt mellan främlingar. Som en konsekvens förväntar sig individer i dessa samhällen att deras stater verkställer avtal på ett tillförlitligt och opartiskt sätt, skyddar individuella rättigheter och gör ansträngningar för att förbättra det allmänna välfärden. Dessutom, med antagandet om begränsad rationalitet, kommer individer som rutinmässigt är beroende av att lita på främlingar i kontrakt att utveckla vanor att lita på främlingar och föredra universella rättigheter, opartisk lag och liberalt demokratiskt styre. Däremot kommer individer i kontraktsfattiga samhällen att utveckla vanor att följa gruppledares befallningar och misstro dem från utgrupper.
Enligt teorin om ekonomiska normer åtnjuter människor i kontraktsrika länder en permanent och positiv fred. Så länge deras stater går med på folkets krav och förblir tillförlitligt opartiska, har individer i nationer med kontraktsintensiva ekonomier ett intresse av allas rättigheter och materiella välfärd, både inom och utanför nationen. Följaktligen undviker kontraktsintensiva nationer inte bara krig med varandra utan engagerar sig också i intensivt ömsesidigt samarbete som specifikt syftar till att främja varandras materiella välfärd. Ledare i nationer med kontraktsfattiga ekonomier, däremot, driver sina dominerande gruppers intressen och har inget intresse av säkerheten eller välfärden för medlemmar i utgrupper, oavsett om de är interna eller externa i förhållande till nationen. I en analys från 2019 hävdade Mosseau att röstningsmönster i FN:s generalförsamling stöder teorin om ekonomiska normer.
En oro med Mousseaus teoretiska förklaring är att han antyder att avtal om livförsäkring "indikerar en starkt institutionaliserad norm för avtal i ett samhälle eftersom ... att avtala om livförsäkring kräver ett stort förtroende ..."; "I avtalsintensiva samhällen ... främjar det lojalitet ... mot en stat som upprätthåller dessa avtal med ... lika tillämpning av rättsstatsprincipen,"; Och "Det som skiljer marknadssamhällen från andra är att egendomskonfiskeringar utförs opartiskt och i enlighet med rättsstatsprincipen." Källan som Mousseau refererar till för livförsäkringsdata (Beck och Webb) rapporterar dock att "... rättsstatsprincipen eller korruption inte kan förklara variationen i livförsäkringstäthet mellan länder." Däremot rapporterar de att "inkomst per capita, inflation och banksektorns utveckling är de mest robusta prediktorerna för livförsäkringskonsumtion mellan länder och över tid." Det är således tveksamt om livförsäkring verkligen "indikerar en starkt institutionaliserad norm för avtal i ett samhälle ..."
En annan oro med Mousseaus förklaring av den kapitalistiska fredsteorin är hans utelämnande av nästan alla latinamerikanska interventioner mellan 1816 och 1992, ett faktum som gör att författaren kan dra slutsatsen att "gemensamma, högdemokratiska parier är ungefär tre gånger mer benägna ... att lösa sina militariserade konflikter med ömsesidiga eftergifter" (Mousseau, 1998, s. 210; se även Bremer, 1993).

### Kostsam signalering
Vissa forskare menar att nationer som har större handelsflöden och kapitalflöden löper mindre risk att hamna i konflikt eftersom de kan använda kostsam signalering. När dessa länder utfärdar uttryckliga hot tas deras hot på allvar eftersom utfärdandet av hotet leder till att investerare och handlare drar tillbaka investeringar och handel från landet. Detta minskar sannolikheten för att kriser oavsiktligt eskalerar till krig.

### Kapital och finans
Stephen G. Brooks har i ett antal studier hävdat att globaliseringen av finansvärlden och uppkomsten av multinationella företag har bidragit till ett fredligare internationellt system. I en studie från 2005 menar han att erövring för ekonomiska ändamål är meningslöst och kontraproduktivt i ett internationellt system med omfattande kapitalrörlighet och komplicerade globala leveranskedjor. I en studie från 2013 menade han att "det inte längre finns några ekonomiska aktörer som är positiva till krig och som kommer att lobba regeringen med denna preferens... den nuvarande strukturen i den globala ekonomin gör det nu möjligt för utländska direktinvesteringar att fungera som en effektiv ersättning för erövring på ett sätt som inte var möjligt i tidigare epoker."

### Storleken på regeringen
Patrick J. McDonald har hävdat att mindre regeringar är mer beroende än större eller socialistiska regeringar av att höja skatter för att utkämpa krig. Detta gör åtagandena från nationer med mindre regeringar mer trovärdiga än de med större, vilket gör att nationer med mindre regeringar, och därmed "kapitalistiska" ekonomier, kan vara bättre positionerade för att undvika konflikter.

### Att styra andra med våld
Denna teori menar att om män vill motsätta sig krig, är det statism de måste motsätta sig. Så länge de håller fast vid den stammässiga uppfattningen att individen är offerfoder för kollektivet, att vissa män har rätt att styra andra med våld, och att något (vilket) påstått "godhet" kan rättfärdiga det – kan det inte finnas någon fred inom en nation och ingen fred mellan nationer.

### Lägre ekonomiska fördelar från erövring
Enligt Richard Rosecrance kan stater ackumulera makt och stärka sin säkerhet genom handel och utländska direktinvesteringar i ett ekonomiskt öppet internationellt system, medan stater i tidigare eror ackumulerade makt genom erövring av land. Peter Lieberman har motbevisat Rosecrance och hävdat att stater har dragit nytta av erövringarna under 1900-talet.

## Teorin om gyllene bågar
I Thomas L. Friedmans bok från 1999, The Lexus and the Olive Tree, presenterades följande påstående: "Inga två länder som båda hade McDonald's har utkämpat krig mot varandra sedan vart och ett av dem fick sin McDonald's". Han stödde sin övertygelse, som en teori, genom att säga att när ett land har nått en ekonomisk utveckling där det har en medelklass som är tillräckligt stark för att stödja ett McDonald's-nätverk, skulle det bli ett "McDonald's-land" och inte längre vara intresserat av att utkämpa krig.

### Kritik
Kort efter att boken publicerades bombade NATO Jugoslavien. På bombdådets första dag revs McDonald's-restaurangerna i Belgrad av arga demonstranter och byggdes upp igen först efter att bombdådet upphört. I 2000 års upplaga av boken menade Friedman att detta undantag bekräftade regeln: kriget tog slut snabbt, menade han, delvis för att den serbiska befolkningen inte ville förlora sin plats i ett globalt system "symboliserat av McDonald's" (Friedman 2000: 252–253).
År 2022 bröts regeln igen med den ryska invasionen av Ukraina 2022. Både Ukraina och Ryssland hade ett betydande antal McDonald's-restauranger i båda länderna före invasionen. McDonald's sålde senare alla restauranger i Ryssland till en licensinnehavare i Sibirien.
År 2023, som svar på Israels attack mot Libanon som en del av Israel-Hizbollah-konflikten (2023–nutid), konstaterade professor Paul Musgrave vid University of Massachusetts Amherst att ”Vi befinner oss definitivt i en värld efter 'Golden Arches-teorin om konfliktförebyggande' nu.”

## Dell-teorin
Dell-teorin om konfliktförebyggande, eller Dell-teorin, presenterades av Thomas Friedman i hans bok The World Is Flat. Det är en uppdaterad version av hans tidigare teori om gyllene bågar.
"Dell-teorin slår fast: Inga två länder som båda är en del av en större global leveranskedja, som Dells, kommer någonsin att utkämpa krig mot varandra så länge de båda är en del av samma globala leveranskedja."

### Kritik
Dell-teorin misslyckades när Ryssland invaderade Ukraina i februari 2014, intog Krim och avskar Ryssland från viktiga militära och civila komponenter, inklusive jetturbiner för helikoptrar och flygplan, vilka tillverkades i Ukraina. Det begränsade utbudet av dessa varor har negativt påverkat Rysslands senare fortsättning av sitt krig mot Ukraina.[källa behövs]